# Uresiphita ornithopteralis
Uresiphita ornithopteralis là một loài bướm đêm thuộc họ Crambidae. Nó được tìm thấy ở New South Wales, đảo Norfolk, Queensland, Victoria, Nam Úc, Tasmania và Tây Úc.
Sải cánh dài khoảng 30 mm.
Ấu trùng ăn Cytisus scoparius và các loài thuộc họ Fabaceae khác như Genista monspessulana và Hovea.

## Hình ảnh

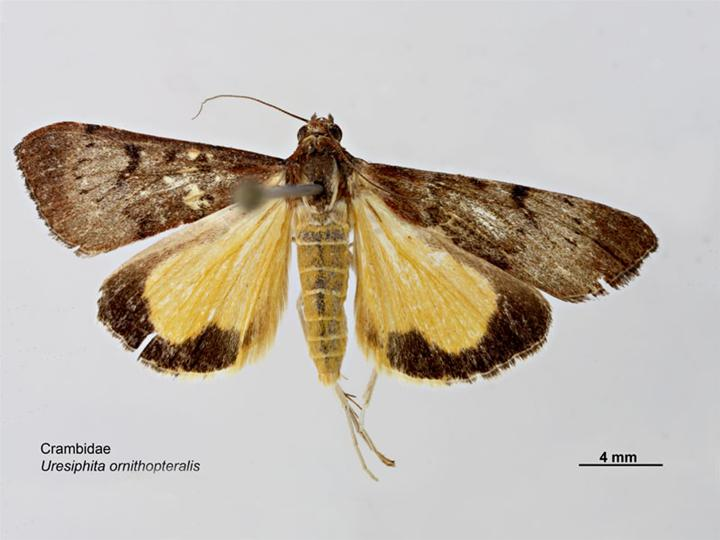
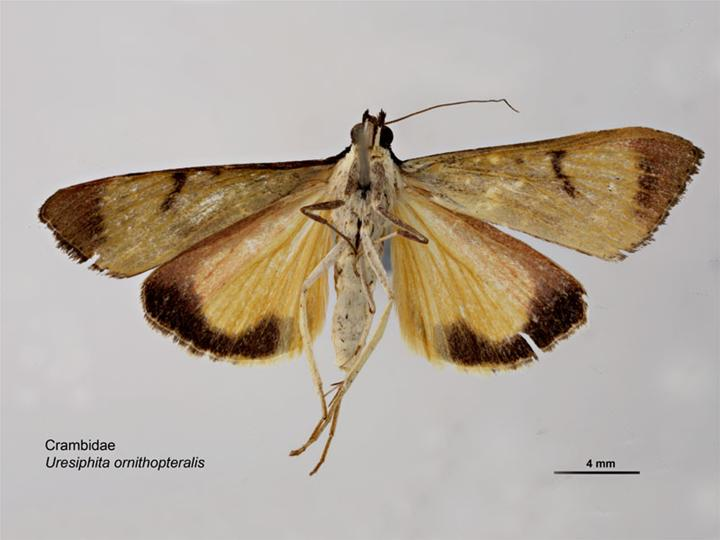
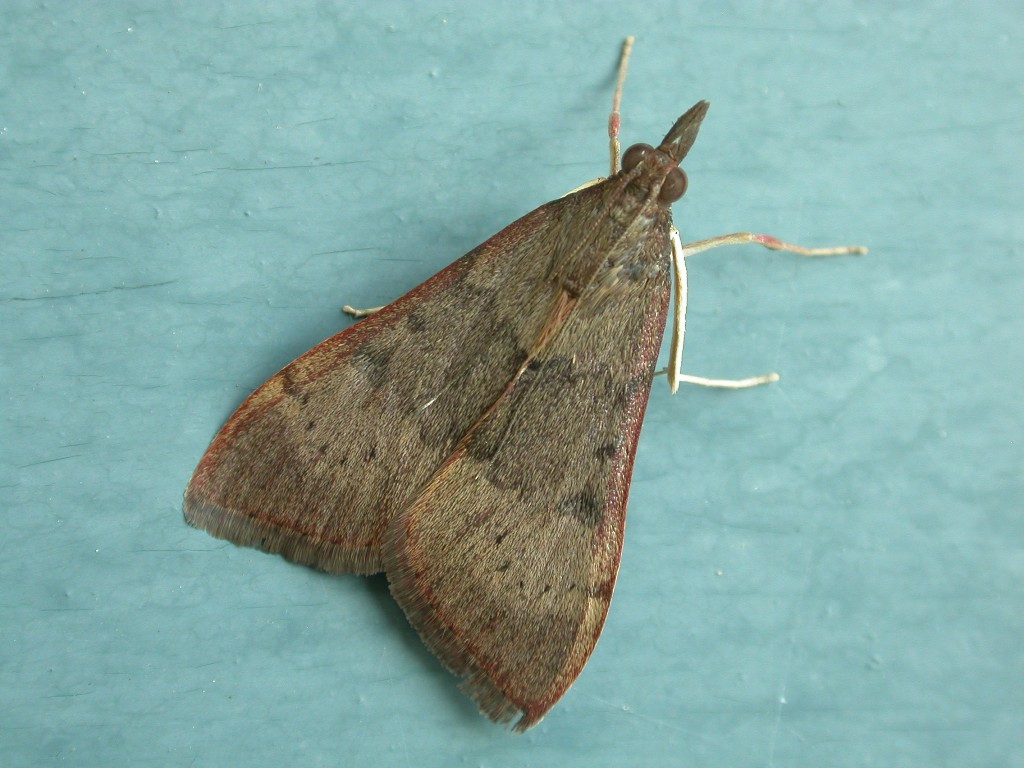